# Henk Faanhof
Henk Faanhof (né le 29 août 1922 à Amsterdam et mort le 27 janvier 2015) est un coureur cycliste néerlandais. Professionnel de 1950 à 1955, il a été champion du monde sur route amateurs en 1949 et vainqueur d'étape du Tour de France 1954.

## Palmarès
- 1949
  -  Champion du monde sur route amateurs
  - 1re et 2e étapes du Tour de l'IJsselmeer
  - Tour de l'IJsselmeer
- 1950
  - 6e et 7e étape du Tour des Pays-Bas
- 1951
  - 2e et 5eb étape du Tour des Pays-Bas
  - Grand Prix du Courrier picard
- 1952
  - 4eb étape du Tour des Pays-Bas
  - 5e étape du Tour d'Argentine
  - 3e du Circuit du Limbourg
  - 6e du championnat du monde sur route
- 1954
  - 9e étape du Tour de France

## Résultats sur les grands tours

### Tour de France
- 1951 : abandon (10e étape)
- 1952 : 76e
- 1954 : 47e, vainqueur d'étape